# کره ناب
کره ناب یک منطقهٔ مسکونی در ایران است که در دهستان یافت واقع شده‌است.